# Campeonato Brasileiro Interclubes de Voleibol de Praia Sub-19
Campeonato Brasileiro Interclubes de Voleibol de Praia Sub-19, cujo abreviação é CBIVP Sub-19, é a competição  realizada pela Unidade de Vôlei de Praia (UVP) da CBV, onde competirão duplas e quartetos inscritos por clubes em cada naipe na categoria Sub-19.

## História
A primeira edição do CBIVP Sub-19 estava prevista para 21 a 25 de março de 2018.